# Karol III Szlachetny

Herb hrabiów de Bourbon-Evereux

Karol III Szlachetny (ur. w 1361, zm. 8 września 1425) – król Nawarry 1387–1425, hrabia d’Évreux 1387–1404, książę Nemours 1404–1425 z dynastii z Évreux.
Syn króla Karola II Złego i Joanny, córki króla Francji, Jana II Dobrego.
Swoje rządy poświęcił ulepszaniu infrastruktury królestwa, przywracaniu dumy i godności Nawarry po fatalnych rządach ojca, Karola II Złego. Był mecenasem sztuki, podczas jego panowania został wzniesiony pałac królewski w Olite.
Zdołał poprawić nadwerężone stosunki z Francją kosztem odstąpienia w 1404 r. dziedzicznego hrabstwa Évreux w zamian za księstwo Nemours.
Od 1375 r. żonaty z Eleonorą, córką króla Kastylii i Leónu – Henryka II i królowej Joanny Manuel. Karol III przeżył wszystkich swoich synów i dziedziczyła po nim najstarsza córka – Blanka (1425–1442) oraz jej mąż – Jan II Aragoński (1429–1479). Zakończyło to panowanie dynastii z Évreux w Nawarze. Karol i Eleonora mieli ośmioro dzieci:
- Blankę I z Nawarry (1385–1441),
- Joannę d’Évreux (1386–1413), od 1402 żonę Jana III de Grailly, hrabiego Foix i Béarn,
- Marię d’Évreux (1388–1425),
- Małgorzatę d’Évreux (1390–1425),
- Beatrycze d’Évreux (1392–1415), od 1406 żonę Jakuba II de Burbon, hrabiego La Marche,
- Izabelę d’Évreux (1395–1435), od 1419 żonę Jana Jean IV d’Armagnac,
- Karola d’Évreux (1397–1402), księcia Viany,
- Ludwika d’Évreux (1402), księcia Viany.

Jego siostra – Joanna z Nawarry, została druga żoną Henryka IV, króla Anglii.